# In the Land of Women
In the Land of Women ist ein US-amerikanisches Drama von Jon Kasdan aus dem Jahr 2006.

## Handlung
Der für die Pornobranche tätige Drehbuchautor Carter Webb lebt in Los Angeles. Als seine Freundin Sofia Buñuel, ein bekanntes Model, mit ihm Schluss macht, entscheidet er sich, einige Zeit bei seiner Großmutter zu verbringen. Diese hat bereits ihren Lebenswillen verloren und denkt nur noch an ihr baldiges Ableben. Carter will die Zeit auch nutzen, um ein schon lang behandeltes Projekt weiterzuführen, schafft es aber nicht.
Webb lernt die gegenüber wohnende Familie Hardwicke kennen. Mit Sarah versteht er sich auf Anhieb und unternimmt nun viele Spaziergänge mit ihr. Während er ihr sein Leid wegen Sofia klagt, erzählt sie ihm, dass ihr Mann eine Affäre hatte, die die ganze Familie belastet. Zu ihrer Teenager-Tochter Lucy hat sie seit einem Vorfall vor einigen Jahren ein schlechtes Verhältnis, mit ihrer kleineren Tochter Paige verbindet sie jedoch eine besonders liebevolle Verbindung.
Bei Sarah wird Brustkrebs festgestellt, was die Familie in ein tiefes Loch stürzt. Als sie es Carter unter Tränen erzählt, küsst er sie und verspricht ihr, dass alles gut wird.
Derweil hat Lucy Probleme in Liebesdingen. Ihr Freund hat ihre beste Freundin bevorzugt und in ihrer Wut darüber erkennt Lucy nicht, dass ihr Herz schon längst für einen anderen schlägt. Sie küsst nach einer Party Carter, der aber schnell erkennt, dass er mit diesem Kuss nicht gemeint war. Sarah beobachtet den Kuss und verbietet Carter darauf, ihrer Tochter noch einmal näherzukommen.
Sarah geht es immer schlechter, sie bricht zusammen und kommt ins Krankenhaus. Dort liest sie einen Brief von Carter, der sich bei ihr für ihre Gespräche und ihre Freundschaft bedankt. Mittlerweile ist er längst über Sofia hinweg.
Lucy erkennt, wen sie wirklich liebt, und macht sich auf den Weg zu Eric. Carter hat sein Buch fertiggestellt, das nun eine andere Thematik hat. Als er es seiner Großmutter zeigen will, erkennt er, dass sie bereits gestorben ist. Er verlässt das Haus und trifft auf Sarah, der es wieder besser geht. Sie verabschieden sich.
Carter ist nun wieder in L.A. Dort sitzt er in einem Coffee-shop und arbeitet an dem Ende einer Geschichte über seine Großmutter. Er spricht die Bedienung an und in dem Gespräch merkt man, dass er ein völlig neuer Mensch ist.

## Kritiken
Desson Thomson schrieb in der Washington Post vom 20. April 2007, der Film erforsche das große Gebiet zwischen Freundschaft und Liebe. Sein emotionales Gefüge sei wichtiger als die Handlung. Adam Brody wirke „ansprechend“ in seiner Rolle. Der Film sei ein guter Karrierestart für den debütierenden Jon Kasdan, der offenbart habe, der Film Grand Canyon – Im Herzen der Stadt seines Vaters habe ihn beeinflusst.
Kenneth Turan schrieb in der Los Angeles Times vom 20. April 2007, der Regisseur Jonathan Kasdan habe den besten Film gemacht, den er mit den verfügbaren Ressourcen machen konnte („Kasdan has made the best film he can make now“). Die Darstellung von Meg Ryan sei die beste in ihrer Karriere („the best work actress Ryan has done in forever“).

## Hintergrund
Der Film wurde in Los Angeles, in Vancouver und in Victoria (British Columbia) gedreht. Seine Produktionskosten betrugen schätzungsweise 10 Millionen US-Dollar. Er hatte seine Weltpremiere am 18. Mai 2006 auf den Internationalen Filmfestspielen von Cannes. Die breite Veröffentlichung in den Kinos der USA fing am 20. April 2007 an. Der Film spielte in den Kinos der USA bis zum 24. Juni 2007 ca. 11 Millionen US-Dollar ein.